# Tecnezio
Il tecnezio è l'elemento chimico di numero atomico 43 e il suo simbolo è Tc. È un elemento grigio argenteo, radioattivo, metallo di transizione del quinto periodo, molto raro in natura; il tecnezio è uno dei prodotti di fissione nucleare naturale ed artificiale dell'uranio e si usa in medicina nucleare per ottenere immagini scintigrafiche e tomografiche di numerosi compartimenti corporei (99mTc) e come protezione contro la corrosione (99gTc). Le sue proprietà chimiche sono intermedie fra quelle del renio e del manganese, anche se le differenze di comportamento fra tecnezio e manganese sono più spiccate che fra tecnezio e renio.

## Etimologia e scoperta
La parola tecnezio deriva dal greco τεχνητός (technetós), "artificiale". Deve il suo nome al fatto di essere stato prodotto artificialmente nei reattori nucleari, poiché non era noto essere presente sulla Terra. Nella tabella periodica di Mendeleev occupava un posto mancante sotto il manganese e lui pertanto lo chiamò provvisoriamente eka-manganese, dove «eka» in sanscrito vuol dire "uno". Fu il primo elemento ad essere prodotto artificialmente ad opera di Carlo Perrier e Emilio Segrè, e il primo e unico elemento della tavola periodica scoperto in Italia.

## Caratteristiche
Il tecnezio è un metallo grigio-argenteo che si opacizza lentamente quando è esposto all'aria umida. La struttura cristallina del metallo puro sfuso è esagonale e compatta, mentre le strutture cristalline del metallo puro nanodisperso sono cubiche. Il tecnezio nanodisperso non ha uno spettro NMR diviso, mentre il tecnezio sfuso esagonale ha lo spettro Tc-99-NMR suddiviso in 9 satelliti In ambiente ossidante il tecnezio(VII) esiste sotto forma di anione pertecnetato, TcO−4 (tetraossotecnetato(1-) secondo IUPAC). Il comportamento chimico del tecnezio è simile a quello del renio, mentre differisce apprezzabilmente da quello del manganese. Il tecnezio metallico si dissolve in acqua regia, in acido nitrico ed in acido solforico concentrato, ma non è solubile in acido cloridrico. Quando reagisce con l'idrogeno ad alta pressione, forma l'idruro TcH1.3 mentre reagendo con il carbonio forma un carburo a basso contenuto di carnon. Il tecnezio è un ottimo inibitore della corrosione per gli acciai ed è un eccellente superconduttore a temperature inferiori agli 11 K. È un elemento radioattivo β emettitore che si ricava dai prodotti di fissione dell'uranio dei reattori nucleari dove costituisce il 6% del totale (yield di fissione cumulativo dell'isobara 99). Date le sue rarità e radioattività non ha praticamente uso come metallo. È un elemento particolare perché non ha isotopi stabili ed è pertanto molto raro. I suoi stati di ossidazione più frequenti sono +4, +5, +6 e +7, anche se sono stati caratterizzati composti con tutti i numeri di ossidazione possibili da −1 a +7. È il più leggero elemento sulla Terra privo di isotopi stabili.

## Applicazioni
Il tecnezio è uno dei più efficaci protettori dalla ruggine ed è inoltre una preziosa fonte di raggi beta. L'ammonio pertecnetato (NH4TcO4) è un sale espressamente usato per proteggere l'acciaio dalla corrosione. 5 ppm di KTcO4 nell'acqua distillata proteggono dalla corrosione le superfici di acciaio al carbonio a temperature fino a 250 °C. L'uso di queste sostanze è però limitato a circuiti chiusi, data la radioattività del tecnezio. Tra gli altri usi:
- 95mTc (un isotopo metastabile), con un'emivita di 61 giorni, è usato come tracciante radioattivo.
- 99mTc per la sua breve emivita (6,01 ore), per essere un emettitore di raggi gamma e per la capacità di legarsi a numerose molecole di interesse biochimico (radiofarmaci) è impiegato in test di medicina nucleare, una specialità diagnostica che sfrutta i radionuclidi per alcune tecniche di imaging, come la scintigrafia con gamma camera e la tomografia SPECT.
- 99gTc a temperature inferiori a 11 K è un superconduttore.

## Storia
Il tecnezio (dal greco technetos, artificiale) fu scoperto nei laboratori dell'Istituto di Fisica dell'Università di Palermo nel 1937 da Carlo Perrier ed Emilio Segrè in Sicilia. I ricercatori lo individuarono in un campione di molibdeno inviato loro da Ernest Lawrence. Il campione, proveniente dal Lawrence Berkeley National Laboratory, era costituito da un pezzo di deflettore elettrostatico in molibdeno che era stato bombardato con nuclei di deuterio nel ciclotrone dell'Università della California di Berkeley, trasformandolo in 97Tc. Il tecnezio è stato il primo elemento prodotto artificialmente nella storia, anche se successivamente si dimostrò la sua esistenza in natura sia all'interno, sia all'esterno del sistema solare.
Per molti anni era rimasta una lacuna nella tavola periodica al posto dell'elemento numero 43. Dmitrij Mendeleev predisse che l'elemento mancante avrebbe dovuto essere chimicamente simile al manganese e lo battezzò pertanto ekamanganese. Nel 1925 Walter Noddack e Ida Tacke, gli scopritori del renio, annunciarono la scoperta dell'elemento 43 chiamandolo masurio (dalla Masuria, una regione della Prussia Orientale, oggi polacca), ma il loro annuncio non fu mai confermato ed oggi è comunemente ritenuto erroneo, benché alcuni ricercatori abbiano contestato questa conclusione.
Nel 1952 il tecnezio fu identificato dall'astronomo statunitense Paul Merrill nello spettro di emissione di alcune stelle giganti rosse, corroborando così la teoria che queste stelle producano elementi pesanti. Ne sono stati anche rinvenuti modesti quantitativi nelle miniere di uranio, soprattutto in quelle dove sono avvenuti fenomeni di fissione nucleare naturale, come nel reattore nucleare naturale di Oklo.

## Disponibilità
Una volta che è stato possibile ottenerne quantità macroscopiche sufficienti a studiarne le proprietà fisiche e chimiche, si è scoperto che il tecnezio si trova anche in altre parti dell'universo. Alcune stelle giganti rosse (di tipo S, M e N) contengono una linea di emissione nel loro spettro elettromagnetico che indica la presenza di tecnezio. La sua presenza nelle giganti rosse ha portato a rivedere le teorie relative alla nucleosintesi di elementi pesanti nelle stelle.
Sin dalla sua scoperta molte sono state le ricerche per trovare il tecnezio nei materiali naturali. Nel 1962 il 99Tc è stato individuato da B. T. Kenna e P. K. Kuroda in piccolissime quantità in una pechblenda africana come prodotto della fissione spontanea di 238U.
Il 99Tc è un sottoprodotto della fissione nucleare dell'uranio nei reattori nucleari. Viene ottenuto isolandolo dalle scorie radioattive dei reattori mediante cromatografia di scambio ionico.

## Isotopi
Il tecnezio è uno dei due soli elementi nei primi 82 a non avere isotopi stabili, l'altro è il promezio. I radioisotopi più stabili sono 98Tc, con un'emivita di 4,2 milioni di anni, 97Tc (2,6 milioni di anni) e 99gTc (211 100 anni).
Ne sono stati individuati altri 22 isotopi, il cui numero di massa varia da 98 del 98Tc a 113 del 113Tc. La maggior parte di essi ha un tempo di dimezzamento inferiore ad un'ora, eccetto 93Tc (2,75 ore), 94Tc (293 minuti), 95Tc (20 ore) e 96Tc (4,28 giorni). Vi sono anche diversi stati metastabili, di cui 97mTc è il più stabile con un'emivita di 90,1 giorni (0,097 MeV), seguito da 95mTc (emivita: 61 giorni, 0,038 MeV) e da 99mTc (emivita: 6,01 ore, 0,141 MeV).
Per gli isotopi fino a 97Tc la principale modalità di decadimento è la cattura elettronica, per gli isotopi più pesanti è invece il decadimento beta meno.

## Precauzioni
È rarissimo imbattersi casualmente in composti del tecnezio ed è praticamente impossibile trovarne in natura in concentrazioni significative. Tuttavia, essendo un prodotto di fissione spontanea dell'uranio, il tecnezio-99g è presente in natura in tutti i minerali uraniferi. Il 99gTc è un contaminante radioattivo e deve essere sempre maneggiato in un box sigillato dotato di guanti manipolatori in opportuni laboratori di radiochimica. Tutti i nuclidi del tecnezio sono radioattivi. Questo elemento non ha alcun ruolo provato in biologia, tuttavia il radionuclide a breve emivita 99mTc viene ampiamente impiegato in medicina nucleare per marcare numerosi farmaci con diversa cinetica e diversa dinamica metabolica. La versatilità del 99mTc ne permette dunque l'impiego per lo studio di diversi organi e apparati. Per esempio nel Nord America, dove vengono compiute circa 35 milioni di indagini scintigrafiche di medicina nucleare ogni anno su un bacino d'utenza di 300 milioni di abitanti, il 50% fra queste è eseguito con questo radionuclide. Percentuali analoghe si hanno in Europa, Giappone e in tutti i Paesi tecnologicamente avanzati.